# Bond van Natuurbeschermingswachten
De Bond van Natuurbeschermingswachten was een Nederlandse organisatie voor natuurbescherming en natuurbeschermingseducatie tussen 1948 en 1960 en voorloper van het huidige IVN.

## Ontwikkeling
De Bond van Natuurbeschermingswachten is in 1948 voortgekomen uit de Bond tegen Verontreiniging van Stad en Land, die op haar beurt afstamde van het Comité tegen Verontreiniging van Stad en Land, dat op 10 december 1938 te Utrecht door de NNV was opgericht. In deze periode richtten tal van organisaties zich tegen de 'aantasting' van het landschap.
De zogenaamde natuurbeschermingswachten organiseerden zich in de nieuwe bond, die tevens het blad De Natuurbeschermingswacht uitgaf. Deze natuurbeschermingswachten of natuurwachten riepen recreanten tot de orde als ze de natuur bevuilden. De oudste natuurwacht is die in het Gooi.
De wachten waren gewapend met penning en groene band. Toezicht door vrijwilligers in de dier- en natuursector was niet ongewoon. Vogelwachten richtten zich in deze periode tegen het rapen van eieren en inspecteurs van de Dierenbescherming zetten zich in tegen dierenleed. Sommigen hadden de bevoegdheid van onbezoldigd veldwachter.
Omstreeks de Tweede Wereldoorlog groeide bij de ontluikende natuurbeschermingsorganisaties zoals de Contact-Commissie voor Natuur- en Landschapsbescherming de behoefte aan natuurbeschermingseducatie. De Bond ontwikkelde steeds meer van dergelijke activiteiten en de Wachten werden vooral gidsen.

## Overgang IVN
Op 21 mei 1960 ging de Bond over in het IVN, het Instituut voor Natuurbeschermingseducatie. Initiatiefnemers waren Jan Nijkamp, directeur van de Haagse School- en kindertuinen, en Jaap van Dijk van het NIVON en werkzaam bij Natuurmonumenten. Het blad kreeg in 1961 als naam Mens en Natuur.
In Nederland bestaan nog steeds Natuur(beschermings)wachten, soms gelieerd aan IVN-afdelingen.